# Paul Weidemeyer Graff
Paul Weidemeyer Graff (1880 - ) fue un botánico y micólogo alemán. Obtuvo su doctorado en la Universidad de Columbia.
- La abreviatura «P.W.Graff» se emplea para indicar a Paul Weidemeyer Graff como autoridad en la descripción y clasificación científica de los vegetales.[1]

## Algunas publicaciones[2]
- Graff, PW. 1918. Philippine micromycetous fungi
- ----. 1928. Contributions to our knowledge of western Montana fungi. I. Myxomycetes. Mycologia 20 (2): 101-113
- ----. 1932. The Morphological and Cytological Development of Meliola circinans. Bulletin of the Torrey Botanical Club 59 ( 5): 241-266 (tesis)
- ----. 1939. North American Polypores II. Polyporus biennis and its varieties. Mycologia 31 (4): 466-484
- ----. 1947. Fungi from the Mountain Lake region of Virginia. Castanea 12: 9-24

### Libros
- Graff, PW. 1913. Additions to the basidiomycetous flora of the Philippines. Ed. Bureau of Printing. 309 pp.
- ----. 1916. Bibliography and new species of Philippine fungi. 288 pp.